# キャッシュレス推進協議会
キャッシュレス推進協議会（キャッシュレスすいしんきょうぎかい）は、内閣官房未来投資戦略や経済産業省「キャッシュレス・ビジョン」を受けて2018年に設立された一般社団法人である。

## 設立と事業受託
2018年度 - 2019年度、「キャッシュレス・ポイント還元事業」の事務委託作業に関わる経済産業省による入札で、サービスデザイン推進協議会に競り勝ち、およそ339億円で受託した。この受託費339億円のうち9億円分を別企業に再委託し、307億円分を電通に再委託した。さらに電通から電通ライブなどに再々委託され、電通ライブからパソナやトランスコスモスなどに再々々委託された。
2019年3月、QR・バーコード決済用統一規格JPQRを策定した。
2020年6月には、義務付けられている決算公告がされていなかったことが明らかとなった。